# École polytechnique fédérale de Lausanne

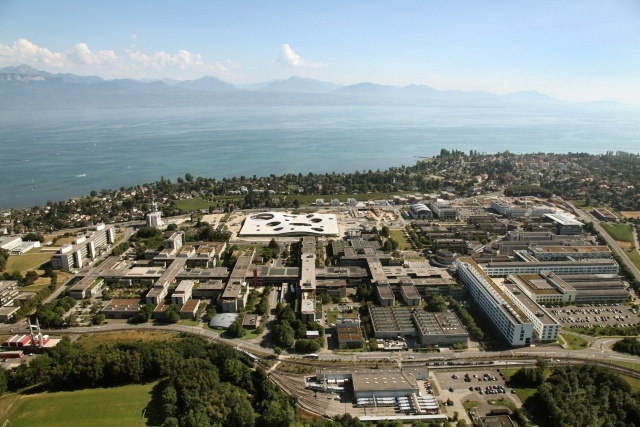
Flygfoto av EPFL, som tillsammans med UNIL bildar ett stort campus vid Genèvesjöns kust.

École polytechnique fédérale de Lausanne (EPFL) (engelska: Swiss Federal Institute of Technology in Lausanne) är en teknisk högskola i Ecublens utanför Lausanne, Schweiz. EPFL utgör tillsammans med tyskspråkiga  Eidgenössische Technische Hochschule Zürich de två schweiziska statligt styrda lärosätena och har knappt 10 000 studenter. Skolan är en av världens mest prestigefulla skolor inom ingenjörsvetenskap och naturvetenskap; i QS World University Rankings kom EPFL på 17:e plats totalt och 10:e inom ingenjörsvetenskap 2015. Den skola som sedermera skulle utvecklas till EPFL grundades under namnet École spéciale de Lausanne 1853. Efter ett antal namnbyten och omorganisationer knoppades skolan av från Université de Lausanne (UNIL) 1969 och fick sitt nuvarande namn och status som federal teknisk högskola.